# Евгений Хрунов
Евге́ний Васи́лиевич Хруно́в (10 септември 1933 – 19 май 2000) е съветски космонавт, Герой на Съветския съюз.

## Биография
Хрунов е роден в с. Пруда, Воловски район, Тулска област в голямо селско семейство.
Завършва техникум и през 1952 г. е призован в Съветската армия в Краснодарското военно авиационно училище. След завършването му през 1956 г. започва служба във ВВС на СССР.

## Космическа кариера
През 1959 г. Е. Хрунов и Виктор Горбатко са в общо звено, успешно преминават медицинската комисия и скоро са зачислени в състава на войскова част „26266“ – бъдещия Център за подготовка на космонавти.
През 1964 г. Хрунов пристъпва към подготовка по програмата „Изход“, предвиждаща осъществяване на първото излизане на човек в открития космос. Той е дубльор на Алексей Леонов.
В края на 1960-те години преминава подготовка за полети в рамките на съветската лунна програма, влиза в състава на основния екипаж на космическия кораб „Союз 2“, стартът на който се планирал за 24 април 1967 г. (поради неизправности на борда на космическия кораб „Союз 1“ полетът е отменен).
На 15 януари 1969 г. заедно с Борис Волинов и Алексей Елисеев полита на борда на кораба „Союз 5“. На следващия ден за първи път в историята на космонавтиката е осъществено скачване на 2 кораба в орбита. След скачването на корабите „Союз 4“ и „Союз 5“ Е. Хрунов и А. Елисеев обличат скафандрите и излизат в открития космос; след 37 минути на кораба „Союз 4“ ги посреща Владимир Шаталов. За това време те провеждат няколко експеримента и фотографират станцията.
Хрунов е вторият от съветските космонавти, пребивавал в открития космос. На шега е наричан от приятели първия космически пощальон. Той доставя от Земята кореспонденция на В. Шаталов (командир на „Союз 4“), тъй като стартира денонощие по-рано от „Союз 5“. До днешно време този преход от кораб в кораб през открития космос остава единствен. На 17 януари космонавтите се връщат на Земята. Полетът продължава 1 денонощие 23 часа 46 минути.
След космическия полет Хрунов продължава подготовката си в състава на групата за космически полети на космическите кораби „Союз“ и орбиталните станции тип „Салют“.
През 1971 г. Е. Хрунов защитава кандидатска дисертация на тема „Биомеханика на работата на човек в условията на космическото пространство“. През 1972 г. завършва Военно-политическата академия „В. Ленин“.
В края на 1970-те години преминава подготовка за полети в космоса по програмата „Интеркосмос“.
През 1980 г. заедно с кубинеца Хосе Фалкон се готви като дубльор по програмата на съветско-кубинския полет, а след това заедно с Думитру Прунариу започва подготовка за съветско-румънския полет като командир на основния екипаж. Полетът на „Союз-38“ започва на 18 и завършва на 26 септември 1980 г., но в него Хрунов не участва. За нарушение на режима е отстранен от подготовката и е отчислен от отряда на космонавтите през декември 1980 г.

## След космонавтиката
След излизането от отряда на космонавтите Хрунов сменя няколко работи. Работи в Института ИКИ-30 към Министерството на отбраната на СССР като старши научен сътрудник в 120-а лаборатория в 46-и отдел на 1-во управление на института.
От 1983 до 1989 г. работи в Главното техническо управление на Държавния комитет на СССР по външноикономическите връзки (заместник-началник и началник на управление). След излизането в запаса през 1989 г. със звание полковник взема участие в ликвидирането на последствията от аварията на Чернобилската АЕЦ.
Почива на 19 май 2000 г. Погребан е в Москва на Останкинското гробище.

## Награди
- Герой на Съветския съюз (22 януари 1969 г.)
- Орден „Ленин“ (22 януари 1969 г.)
- Орден „Червена звезда“ (12 юни 1961 г.)
- Медал „25 години народна власт“ (НРБ, 1969)
- Медал „20 години Българска народна армия“
- Златен медал „Константин Циолковски“
- юбилейни медали
- Почетен диплом „В. М. Комаров“
- Заслужил майстор на спорта на СССР (1969)

Евгений Хрунов е почетен гражданин на Тула, Калуга, Батайск, Байконур и други градове; на него са наречени улици и училища.